# 2008 en Suède
Chronologie de la Suède
- 2004
- 2005
- 2006
- 2007
- 2008
- 2009
- 2010
- 2011
- 2012

Cet article présente les faits marquants de l'année 2008 en Suède.

## Évènements
- Vendredi 25 avril 2008 : la société de téléphonie TeliaSonera annonce une progression trimestrielle de son chiffre d'affaires à 2,67 milliards d'euros (+7,4 %) et de son résultat net à 535,7 millions d'euros (+8,9 %). Une bonne part de sa croissance vient des pays d'Eurasie où la société est implantée (Kazakhstan, Azerbaïdjan, Ouzbékistan et Géorgie) et de ses participations en Turquie et en Russie, ce qui permet de compenser sa stagnation sur ses deux marchés domestiques (Suède et Finlande). Des discussions sont en cours avec France Télécom pour un rapprochement. L'État suédois possède encore 37,3 % de la société et l'État finlandais en possède 13,7 %.

- Mercredi 21 mai 2008 : deux soudeurs intervenant pour un travail temporaire d'entretien dans la centrale nucléaire d'Oskarshamn (comté de Kalmar) ont été arrêtés. Les autorités affirment que l'un d'eux transportait dans un sac plastique une petite quantité de TATP, un puissant explosif, très instable, mais relativement facile à fabriquer et utilisé par de nombreux islamistes lors d'attentats suicides. Ils ont été relâchés dès le lendemain  et l'évènement a été déclaré « fausse alerte ».

- Lundi 2 juin 2008 : deux violents incendies ont ravagé quelque mille hectares de forêt dans le centre du pays.

- Mercredi 24 juin 2008 : Volvo Cars, filiale de Ford annonce la suppression de 2 000 emplois.

- Lundi 3 novembre 2008 : lancement d'une nouvelle émission musulmane Halal-TV par la chaîne publique SVT présentée par trois jeunes femmes voilées et profondément musulmanes, autour desquelles la polémique se développe[1].

- Jeudi 18 décembre 2008 et vendredi 19 : affrontements violents entre des groupes de « jeunes » et la police à Malmö dans le sud du pays. Ces événements seraient liés à l'évacuation par les forces de l'ordre d'un ancien centre culturel musulman que le propriétaire du bâtiment désire récupérer mais dans lequel des « jeunes » s'étaient installés illégalement.